# Os Reviento
Os Reviento es una película independiente española de acción y comedia de 2023, escrita y dirigida por Kike Narcea y protagonizada por Mario Mayo.

## Sinopsis
Gabriel a.k.a. TARADO (Mario Mayo) es un ex-boxeador que vive en una aldea retirada de la ciudad junto a su padre y su perro; Todavía podría boxear pero para evitar lo que le llevó a pasar unos años en prisión prefiere llevar una vida tranquila.
La muerte de su padre y los chanchullos que este ocultaba atraen una variedad de personajes hasta su casa con diferentes intenciones; su hermano junto a una nueva novia problemática, una admiradora cabreada, unos mafiosos conn oscuros propósitos  y unos matones buscando una bolsa de dinero robado.
A pesar de tratar de evitar problemas, Tarado tendrá que lidiar con todos ellos para poner las cosas en sus sitio, obligándole a utilizar su mejor habilidad, dar hostias como panes y pelear hasta reventarles.

## Reparto
| Actor/Actriz              | Personaje              |
| ------------------------- | ---------------------- |
| Mario Mayo                | Gabriel, a.k.a. TARADO |
| Diego París               | Tinín                  |
| Fabia Castro              | Estefa                 |
| Fernando Gil              | Rafa Nielsen           |
| Antonio Mayans            | Tino                   |
| Raúl Jiménez              | Chiri                  |
| Ana Márquez               | Sandra                 |
| Lone Fleming              | Becky Nielsen          |
| Esteban Balbi             | Joaco                  |
| Miguel Lago Casal         | Subinspector Blanco    |
| Diego Moreno Peire        | Ezequiel               |
| Manuel Huedo              | Rabo                   |
| Marc Velasco              | Leo Nielsen            |
| Eduardo San Juan          | Isaías                 |
| Rut Santammaría           | Mónica                 |
| Helio Real                | Beni                   |
| Toño Monge                | Alfonsito              |
| Javier Botet              | Jurista                |
| Benja de la Rosa          | Baldo                  |
| Manuel Galea              | Mimosín                |
| Chus de Castro            | Marinieves             |
| Patricia Cosio            | Elena                  |
| Eva Villeta               | Maite                  |
| Ramón Goyanes             | Nica                   |
| Alex Perestroyka          | Krysta                 |
| Wing Tse                  | Efraín                 |
| Eduardo Cervera Retamar   | Rai                    |
| Kaco Forns                | Miguel Ángel           |
| Alejandro Pérez Blanco    | Patón                  |
| Bismark Cantarrán         | Pableras               |
| Rafael Rodriguez Argüello | Arnán                  |
| Erik Gatby                | Tio 1                  |
| Alejandro Licera          | Tio 2                  |
| Santiago Olmo Arraiza     | Tio 3                  |
| Dani Moreno               | Dani                   |
| Carlos Pellón             | Sparring               |
| Héctor Sanfer             | Borjita                |
| Daniel Felipe             | Esbirro                |

## Estreno
La película hace su estreno mundial en Fantastic Fest de Austin, Tx, en septiembre de 2023.
Ese mismo año participa en Sección Oficial en Festival de Cine Fantástico de Málaga en el mes de noviembre.